# Matej Konôpka

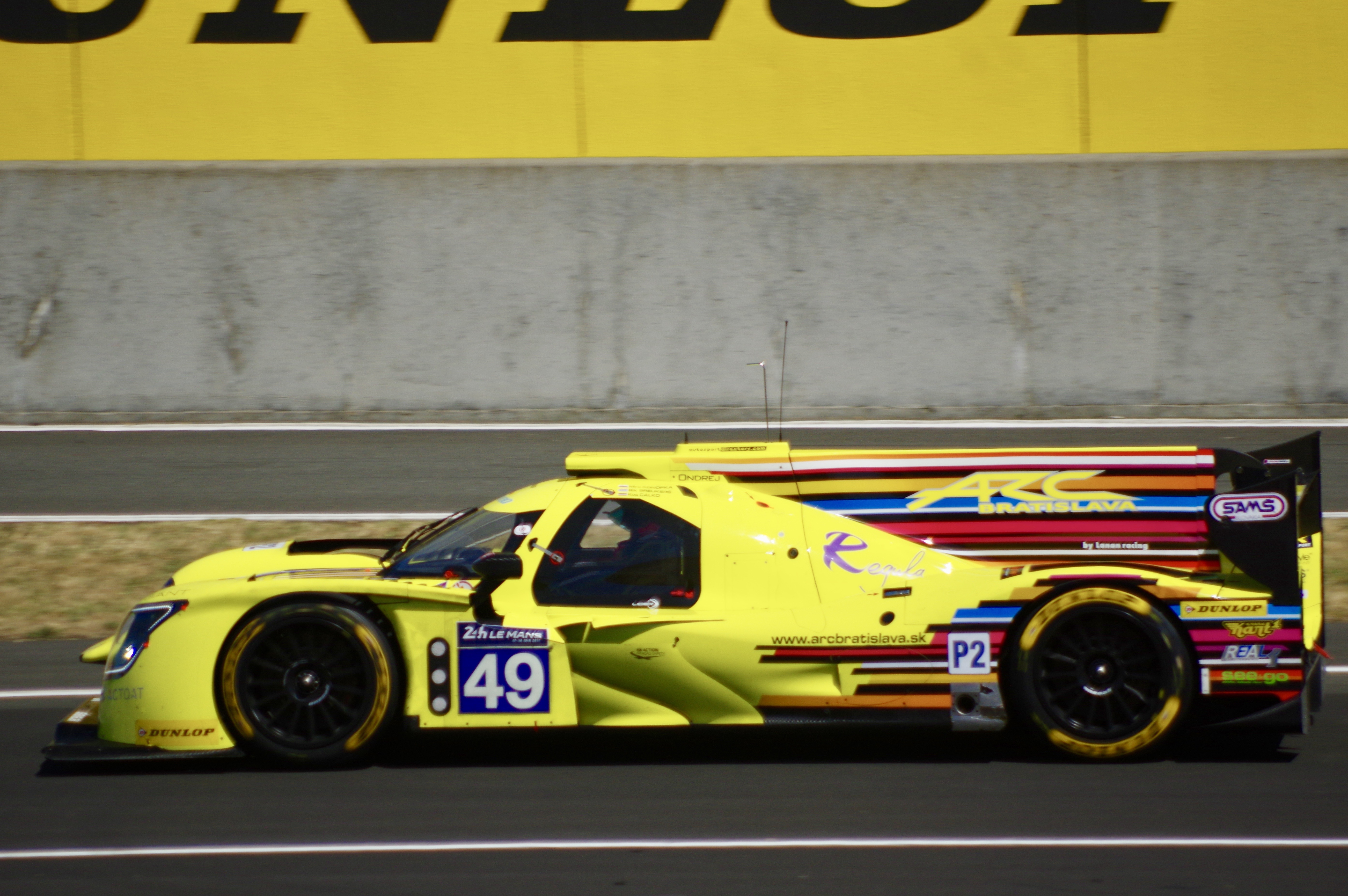
Der ARC Bratislava-Ligier JS P217 beim 24-Stunden-Rennen von Le Mans 2017

Matej „Mato“ Konôpka (* 27. März 1991 in Bratislava) ist ein slowakischer Autorennfahrer.

## Karriere
Matej Konôpka, Sohn von Miroslav Konôpka, begann seine Fahrerkarriere 2012 in der europäischen Porsche GT3 Cup Challenge. Nach einigen Rennen in der 24H Series startete er 2017 in der Lamborghini Super Trofeo Europe, wo er das Weltfinale als Dritter beendete. Matej Konôpka, der seine Rennen ausschließlich für ARC Bratislava, das Rennteam seines Vaters bestritt, fuhr in der österreichischen Tourenwagen-Meisterschaft und der TCR Eastern Europe Touring Car Series.
2021 wechselte er in die FIA-Langstrecken-Weltmeisterschaft und gab sein Debüt beim 24-Stunden-Rennen von Le Mans. Gemeinsam mit Oliver Webb und seinem Vater erreichte er im Ligier JS P217 den 24. Rang in der Gesamtwertung.

## Statistik

### Le-Mans-Ergebnisse
| Jahr | Team           | Fahrzeug       | Teamkollege      | Teamkollege | Platzierung | Ausfallgrund |
| ---- | -------------- | -------------- | ---------------- | ----------- | ----------- | ------------ |
| 2021 | ARC Bratislava | Ligier JS P217 | Miroslav Konôpka | Oliver Webb | Rang 24     |              |

### Einzelergebnisse in der FIA-Langstrecken-Weltmeisterschaft
| Saison | Team           | Rennwagen      | 1   | 2   | 3   | 4   | 5   | 6   |
| ------ | -------------- | -------------- | --- | --- | --- | --- | --- | --- |
| 2021   | ARC Bratislava | Ligier JS P217 | SPA | POR | MON | LEM | BAH | BAH |
| 2021   | ARC Bratislava | Ligier JS P217 |     |     | 14  | 24  |     |     |